# Pinole, Kalifornien
Pinole är en stad (city) i Contra Costa County, i delstaten Kalifornien, USA. Enligt United States Census Bureau har staden en folkmängd på 18 691 invånare (2011) och en landarea på 13,8 km².